# 아냐 루비크
아냐 루비크(폴란드어: Anja Rubik, 1983년 6월 12일 ~ )는 폴란드의 모델이다.